# Hydraulic Oilers
Die Hydraulic Oilers waren ein finnischer Eishockeyklub aus Mikkeli. Die Mannschaft spielte in der Suomi-sarja und trug ihre Heimspiele in der Kalevankankaan jäähalli aus.

## Geschichte
Die Hydraulic Oilers traten erstmals überregional in Erscheinung, als sie in der Saison 2010/11 den Aufstieg aus der viertklassigen II-divisioona in die drittklassige Suomi-sarja erreichten. In ihrer Premierenspielzeit in der Suomi-sarja gelang den Oilers erst in der Abstiegsrunde der Klassenerhalt. 2014 wurde der Spielbetrieb eingestellt.    